# Первые три минуты
«Пе́рвые три мину́ты» (англ. The First Three Minutes; 1977, 1993 второе издание) — книга об истории зарождения Вселенной американского физика-теоретика, лауреата Нобелевской премии по физике, Стивена Вайнберга.
Помимо подробного описания явлений, происходящих в процессе зарождения Вселенной в первые минуты, Вайнберг последовательно и ясно рассказывает об основных физических явлениях, знание которых необходимо для полного понимания природы процессов того времени. Основными такими принципами являются: космологическое красное смещение, эффект Доплера, Стандартная модель, реликтовое излучение, СТО и ОТО. Благодаря доступному объяснению данных идей автором, у читателя в продолжение чтения книги создаётся полное впечатление о событиях столь далёкого прошлого.

## Рецепт горячей Вселенной
В самом начале своего существования Вселенная была очень горячей. Из-за высокой температуры происходило огромное количество самых разнообразных процессов рождения и аннигиляции частиц. «При таких условиях количество каких бы то ни было частиц уже не является постоянной величиной. В силе остаётся лишь небольшая горстка законов сохранения, которые не нарушаются ни при каких условиях» — пишет автор. Сохраняющихся величин три:
1. Электрический заряд
2. Барионное число
3. Лептонное число

## Первые три минуты
Перед тем как приступить к описанию происходящих процессов во время рождения Вселенной, Вайнберг отмечает, что мы начинаем свой отсчёт не с нулевого момента времени. Начиная с «первого кадра», наш путь исходит от отметки первой сотой доли секунды от начала времени.
- Первый кадр. Температура во Вселенной — {\displaystyle 10^{11}} K. Несмотря на огромную температуру и стремительное взаимодействие вещества с излучением, Вселенная находится почти в идеальном равновесном состоянии. Сохраняющиеся величины — заряд, барионное и лептонные числа — очень малы или тождественны нулю. Частицы представлены в виде электронов, позитронов, фотонов и нейтрино. Вселенная в нашем первом кадре быстро расширяется и охлаждается.
- Второй кадр. Температура во Вселенной — {\displaystyle 3*10^{10}} K. От момента первого кадра до второго прошло 0,11 секунд. Незначительно упали температура и скорость расширения как квадрат температуры.
- Третий кадр. Температура во Вселенной — {\displaystyle 10^{10}} K. После первого кадра прошло уже 1,09 секунд. Примерно в этот момент времени из-за уменьшения плотности и температуры длина свободного пробега нейтрино и антинейтрино падает настолько, что они начинают распространяться без ограничений и выходят из тёплого равновесия с электронами, позитронами и фотонами.
- Четвёртый кадр. Температура во Вселенной — {\displaystyle 3*10^{9}} K. Со времени начала показа 13,82. Благодаря выделяющейся энергии космос охлаждается медленнее. Уже частично могут образовываться ядра вроде гелия-4. Нейтронов сейчас 17 %, а протонов — 83 %.
- Пятый кадр. Температура во Вселенной — {\displaystyle 10^{9}} K, всего в 70 раз горячее, чем в центре Солнца. С момента первого кадра прошло три минуты и две секунды. Электроны и позитроны почти совсем исчезли, главные ингредиенты Вселенной — фотоны и нейтрино. Ядер гелия-3 и трития стало ощутимо больше, однако они всё ещё мало живут. В балансе нуклонов нейтроны теперь занимают 14 %, а протоны 86 %.
- Чуть позже. После отметки в пятый кадр происходит принципиальное событие: температура падает до отметки, когда ядра дейтерия уже живут достаточно долго.
- Шестой кадр. Температура во Вселенной — {\displaystyle 3*10^{8}} K. С начала просмотра уже прошло 34 минуты и 40 секунд. Электроны полностью аннигилировали с позитронами — за исключением маленькой горстки (один на миллиард), компенсирующей положительный заряд протонов. Плотность энергии во Вселенной соответствует 9,9 % массовой плотности воды. Из них 31 % приходится на нейтрино и антинейтрино, а 69 % — на фотоны.

## Данные, отличающиеся от положений современной физики
Последнее издание было напечатано в начале девяностых годов прошлого века. В связи с этим, некоторые данные ядерной физики и физики частиц отличаются от современных. Удивительно наблюдать столь быстрый прогресс научной мысли за последние два-три десятка лет, глядя на историю науки с высоты 2020 года. Приведём три основных положения, уточнённых в науке после момента написания книги.
- Нейтрино. В книге часто упоминается факт отсутствия массы у нейтрино, аналогично фотону (или глюону). Тем не менее, современная физика предполагает наличие у нейтрино (всех типов) массы. За открытие нейтринных осцилляций в 2015 году была вручена Нобелевская премия учёным Такааки Кадзита и Артуру Макдональду.
- Разновидности лептонов. Стивен Вайнберг отмечает три вида лептонов (с учётом античастиц выходит 6): электрон, мюон и нейтрино (электронное). На данный момент известно, что также существует частица с именем таон, а также ещё два нейтрино — мюонное и тау-нейтрино. С учётом античастиц, современная Стандартная модель насчитывает 12 лептонов. За открытие таона Мартин Перл получил Нобелевскую премию по физике за 1995 год.
- Гравитационные волны. В этом пункте никакого несоответствия нет. В книге гравитационные волны прогнозируются из ОТО Эйнштейна, а экспериментальное их подтверждение было получено в 2015 году, за что в 2017 году была вручена Нобелевская премия.
- Чёрные дыры. Вайнберг утверждал, что «даже на очень ранних стадиях Вселенная была более или менее однородна, не было сильных (по амплитуде) коротковолновых возмущений, которые могли бы рождать первичные черные дыры.» Однако в XXI веке учёные обнаружили чёрные дыры, существовавшие уже на ранних стадиях Вселенной[1][2][3].

## Критика
Книга «Первые три минуты» получила высокие оценки многих учёных и писателей научно-популярной литературы. Физик-теоретик Дэвид Дойч в своём труде «Структура реальности» часто ссылается на выводы книги, а также включил книгу в список дополнительной литературы, желательной к прочтению.

## О книге
В тексте книги практически полностью отсутствуют формулы, что позволяет читать её всем интересующимся темой космологии. Сам автор отмечает в предисловии, что наличие громоздких математических выкладок сильно уменьшает понимание материала для читателя, не прошедшего курс высшей математики. Для любопытных читателей, однако, в конце книги приведены все необходимые математические выкладки. Они крайне рекомендуются к ознакомлению, если в цели чтения входит не только расширение кругозора, но и попытка осознать приведённый материал более строго и глубоко.

## Восприятие в современной культуре
Книга Вайнберга послужила основой для первых песен «Космической кантаты» никарагуанского поэта Эрнесто Карденаля. Изложение её основных тезисов ведётся здесь на языке, прямо отсылающем к началу Ветхого Завета: «А потом электроны объединились с протонами, / пространство стало прозрачным, /	и по нему прошёл свет. / И возникла Вселенная, / как в оратории Гайдна». При этом данные современной науки перемежаются в поэме Карденаля с пересказом мифов разных народов, повествующих о сотворении мира.